# Deverry
Deverry är ett fiktivt kungadöme och huvudsaklig skådeplats för händelserna i fantasybokserien Sagan om det magiska landet Deverry av författaren Katharine Kerr. Landet Deverry ligger i en fiktiv värld kallad "Annwn", vilket på walesiska betyder "ingenstans". Världens namn anspelar även på en ordlek med det engelska ordet "unknown" och motsvarar enligt författaren Deverrys förhållande till den verkliga världen.
Bokserien om det magiska landet Deverry är inspirerad av keltisk mytologi och historiens bakgrund är föreställningen om en fiktiv folkstam från Gallien som någon gång omkring år 68 e.Kr. flydde undan den romerska ockupationen och seglade ut för att söka sig ett nytt hemland bortom havet. De upptäcker då Annwn, som för karaktärerna i boken är en parallellvärld till den verkliga världen. Genom att de båda världarna korsar varandra på de högre planen kan flyktingarna förflyttas till Annwn och börjar ett nytt liv. 
Historien som sedan följer har många likheter med upptäckten av den Nya Världen och påföljande kolonisering under 1500-talet och framåt, med undantag för att det invandrade folket inte kan åka tillbaka till Europa och att de som ett resultat av sin märkliga resa begåvats med olika magiska förmågor. De har heller inga anknytningar till den nya världens religioner, utan deras tro och världsuppfattning kommer med tiden att baseras på de legender och traditioner som folket hade med sig under flykten till det nya hemlandet.
Deverrys samhälle skildras ingående i böckerna, och 1 000 år efter ankomsten till det nya landet har invånarna utvecklat ett feodalsystem, som påminner om europeiska sådana, med kristna och romerska influenser.